# Joseph E. Levine

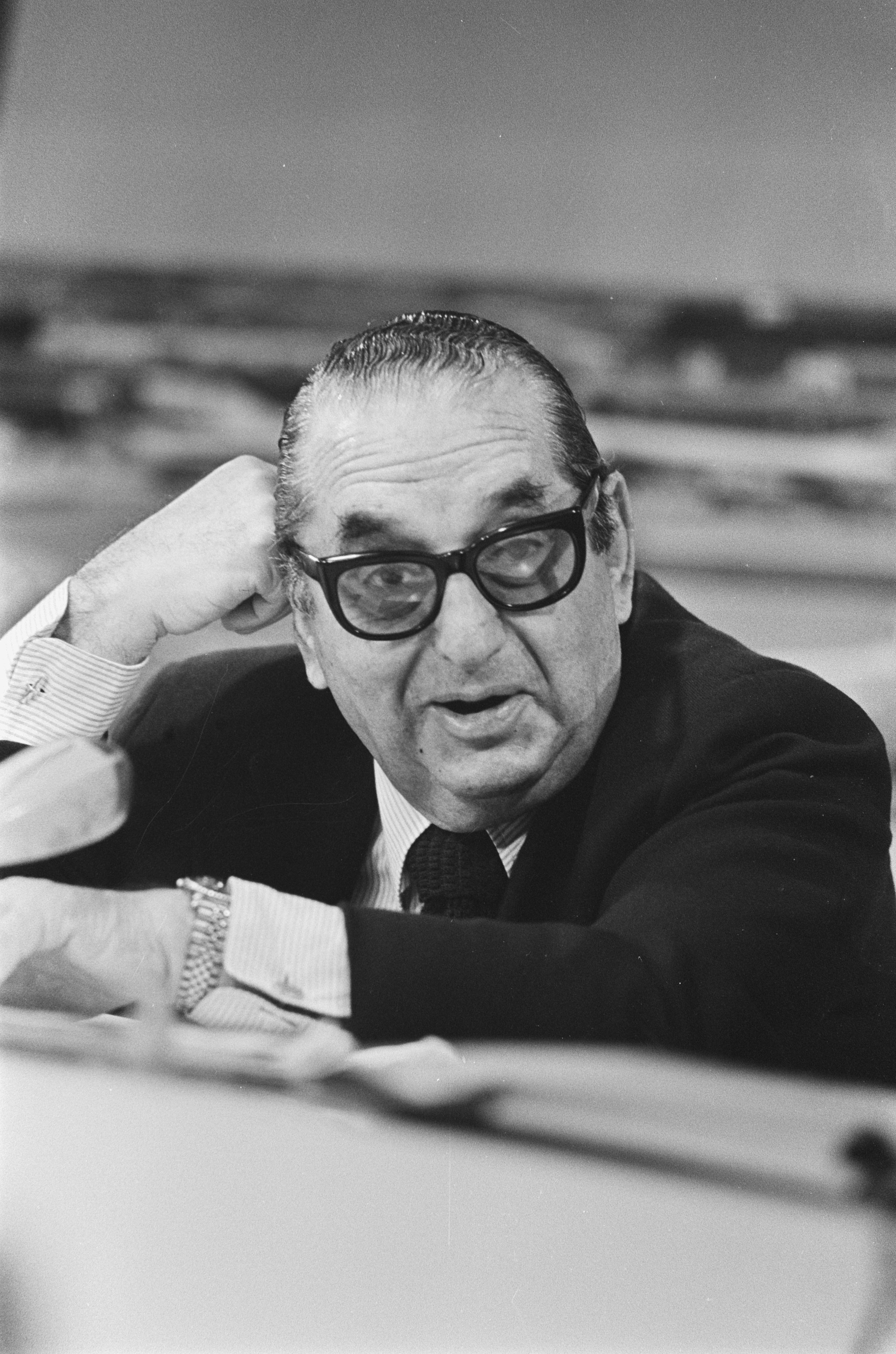
Joseph E. Levine (1976)

Joseph Edward Levine (* 9. September 1905 in Boston, Massachusetts, Vereinigte Staaten; † 31. Juli 1987 in Greenwich, Connecticut) war ein US-amerikanischer Filmproduzent, Filmverleiher und -finanzier.

## Leben und Wirken

### Die frühen Jahre
Levine war der Sohn eines russisch-jüdischen Einwanderers, der als Schneider wenig verdiente und seine Familie mit sechs Kindern kaum ernähren konnte. Deshalb musste Joseph E. Levine früh zu arbeiten anfangen. Mit 14 Jahren verließ er die Schule, um die mittlerweile verwitwete Mutter zu unterstützen. Zu den verschiedenen Jobs, die er annahm, gehörte auch die Arbeit in einem Bekleidungsgeschäft, das er mit zweien seiner Brüder führte. Anschließend erwarb er eine kleine Lokalität in Boston, das Café Wonderbar. 1938 heiratete er Rosalie Harriet Harrison, eine Sängerin aus der Band Rudy Vallées, mit der er nach New Haven umzog und zwei Kinder bekam. Hier kaufte er ein Filmtheater und fand den Einstieg in das Filmgeschäft.

### Eintritt ins Filmgeschäft (Filmverleih)
1942 gründete Levine die Distributionsfirma Embassy Pictures und begann 1943 Filme zu verleihen. Er kaufte zunächst filmische Ausschussware amerikanischer Herkunft auf, die wenig kostete und dennoch ein gutes Geschäft versprach. Sein Geschäftspartner in dieser Zeit war Max J. Rosenberg. Beide Männer brachten auch europäische Filmklassiker wie Josef von Sternbergs Der blaue Engel und Roberto Rossellinis Rom, offene Stadt in die US-Kinos. In den 1950er Jahren stieg Levine zu einem der wichtigsten Verleiher ausländischer Filme auf, seit der zweiten Hälfte der 1950er Jahre vor allem italienischer Produktionen, deren Vertrieb sich in den USA ebenfalls als lukrativ erwies. Darunter waren Mythologie- und Peplum-Streifen wie Die unglaublichen Abenteuer des Herkules und Herkules und die Königin der Amazonen, aber auch anspruchsvollere Produktionen, die nichtsdestoweniger einen guten Profit versprachen, darunter das Kriegsdrama Und dennoch leben sie, das Sophia Loren einen Oscar einbrachte.
Levines Marketingpolitik galt als sehr aggressiv und lautstark; seine Werbekampagnen gingen oftmals weit über das hinaus, was in amerikanischen Filmkreisen bis dahin üblich war. Levines offensive Persönlichkeit bei der Vermarktung von Filmen brachte ihm über die Jahre hinweg Auszeichnungen wie „Pioneer of the Year“, „Showman of the Year“, „Producer of the Year“ und „Master Showman of the World“ ein, verliehen von Institutionen wie dem Variety Club of New York, der Allied States Associates of Motion Picture Exhibitions oder der Hollywood Foreign Press, die ihm im Rahmen des Golden Globe Award 1964 den Cecil B. deMille Award verlieh.

### Beginn der Filmproduktion
Bis Ende der 1950er Jahre hatte sich Levine aus der Filmproduktion weitgehend herausgehalten. Bis in die 1960er Jahre hinein bezeichnete er sich mehrfach als (oftmals ungenannter) Herstellungsleiter (executive producer), konzentriere sich aber erst seit Mitte desselben Jahrzehnts mehr und mehr auf die Filmproduktion. In seine knapp anderthalb Jahrzehnte währende Phase intensiver Filmproduktion fallen so unterschiedliche Unterhaltungsstreifen wie Aladins Abenteuer, Die Unersättlichen und deren Prequel Nevada Smith, die Hollywood-Introspektionen … denn keiner ist ohne Schuld und Die Welt der Jean Harlow, der Politthriller Der Tag des Delphins, der hochkarätig besetzte Kriegsfilm Die Brücke von Arnheim sowie der Thriller Magic – Eine unheimliche Liebesgeschichte, den Levine mit seinem Sohn Richard produzierte. Mit Sophia Loren und ihrem Mann Carlo Ponti kam es in den 1960er Jahren noch zweimal zur Zusammenarbeit, 1964 bei Hochzeit auf italienisch und 1969 bei Sonnenblumen. 1970/71 beteiligte sich Levine überdies an der Herstellung von zwei der erfolgreichsten Prügel-Western mit Terence Hill und Bud Spencer (Die rechte und die linke Hand des Teufels und Vier Fäuste für ein Halleluja). Nach der Arbeit an dem Thriller Tattoo mit Bruce Dern zog sich Levine 1981 aus der Filmproduktion ins Privatleben zurück.

## Filmografie (Auswahl)
Als Filmproduzent oder Herstellungsleiter
- 1945: Gaslight Follies (Dokumentarfilm)
- 1960: König der Seeräuber (Morgan il pirata)
- 1961: Aladins Abenteuer (Le meraviglie di Aladino)
- 1962: Eines langen Tages Reise durch die Nacht (Long Day’s Journey into Night)
- 1963: Die Unersättlichen (The Carpetbaggers)
- 1964: Wohin die Liebe führt (Where Love has Gone)
- 1964: Hochzeit auf italienisch (Matrimonio all‘italiana)
- 1964: Die Verdammten der Kalahari (Sands of the Kalahari)
- 1965: Die Welt der Jean Harlow (Harlow)
- 1965: … denn keiner ist ohne Schuld (The Oscar)
- 1966: Nevada Smith
- 1966: The Daydreamer
- 1966: A Man Called Adam
- 1966: Der Spion mit der kalten Nase (The Spy with a Cold Nose)
- 1966: Frankensteins Monster-Party (Mad Monster Party)
- 1966: Nevada Smith
- 1966: Die Bankräuberbande (The Caper of the Golden Bulls)
- 1967: Siebenmal lockt das Weib (Woman Times Seven)
- 1968: Der Löwe im Winter (The Lion in Winter)
- 1968: Stiletto
- 1969: Sonnenblumen (I girasoli)
- 1969: Die letzten Abenteurer (The Adventurers)
- 1970: Das Wiegenlied vom Totschlag (Soldier Blue)
- 1970: Macho Callahan
- 1970: Höllenengel und Company (C.C. and Company)
- 1970: Bright College Years (Dokumentarfilm)
- 1970: Die rechte und die linke Hand des Teufels (Lo chiamavano Trinità)
- 1971: Die Kunst zu lieben (Carnal Knowledge)
- 1971: Vier Fäuste für ein Halleluja (…continuavano a chiamarlo Trinità)
- 1972: Rivals
- 1972: Thumb Tripping
- 1973: Der Tag des Delphins (The Day of the Dolphin)
- 1976: Die Brücke von Arnheim (A Bridge Too Far)
- 1978: Magic – Eine unheimliche Liebesgeschichte (Magic)
- 1981: Tattoo